# Selma Rıza
Selma Riza (Istanbul, 5 febbraio 1872 – 5 ottobre 1931) è stata una giornalista turca, conosciuta per essere stata la prima donna turca a esercitare tale professione.

## Biografia
Selma Rıza nacque a Istanbul il 5 febbraio 1872, dalla madre Naile e da Ali Rıza, diplomatico dell'Impero ottomano presso l'Impero austro-ungarico.
Formatasi presso istruttori privati a Istanbul, Selma Rıza si recò poi a Parigi, in Francia, dove del 1898 incontrò il fratello maggiore Ahmet Rıza, membro del movimento dei Giovani Turchi. Qui completò la propria formazione presso l'università della Sorbona e si associò al Comitato Unione e Progresso, del quale fu l'unico membro di sesso femminile. Sempre a Parigi fu attiva come giornalista in due pubblicazioni pubblicate dal CUP, denominate in francese Mechveret Supplément Français e in turco Şura'i Himmet. Fu solo nel 1908 che fece ritorno a Istanbul, dove proseguì la propria attività pubblicistica nei giornali Hanımlara Mahsus Gazete [Giornale per Donne] e Kadınlar Dünyası [Mondo delle donne]. Tra il 1908 e il 1913 fu anche la segretaria generale della Mezzaluna Rossa Turca; sempre in questo periodo, negli ultimi anni dell'Impero ottomano, profuse molte energie per rifunzionalizzare il palazzo reale di Adile Sultan in una scuola per ragazze. I suoi sforzi furono coronati dal successo, e l'antica residenza principesca divenne a tutti gli effetti un istituto di istruzione superiore per ragazze attivo fino al 1986.
Selma Rıza morì il 5 ottobre 1931. Nel 1999, numerosi anni dopo la sua morte, il Ministero della Cultura turca - riconoscente dei contributi di Riza per la cultura della propria nazione - ne pubblicò un romanzo mai dato alle stampe intitolato Uhuvvet (Amicizia).